# Sovraštvo
Kaj je sovraštvo?  Ni lahko razmišljati o tej negativni temi. Če sovražiš, kot tudi če spoznaš, da te sovražijo drugi, je nadvse boleče. V najosnovnejši obliki sovraštvo mori in pohablja. Lahko je osredotočeno na eno osebo, lahko pa zajema večjo skupino ljudi, ali celo raso. Človek od nekdaj trpi rane množičnega sovraštva, ki povzroča razmah trpljenja, vojn, preganjanja ali celo genocida. Čustvo sovraštva se lahko pojavi tudi v eni osebi, kjer je oseba sočasno subjekt čustva in objekt čustva. 
Sovraštvo obsega celoten spekter, zato se tudi sovražni občutki spreminjajo od frustracije in  razočaranja do nevzdržne in nemirne odvratnosti. Laže kot ga obvladujemo, bolj smo ga pripravljeni prepoznati. Ko naši občutki sovraštva dosežejo uničujočo stopnjo, jih večinoma potisnemo v podzavest. Tako se lahko počutimo hkrati dobro, ker imamo moč nad tistim, ki nas prizadene in slabo, ker je v nas toliko bolečine in jeze.

## Sprožilci sovraštva
Za sovraštvo sta potrebna dva pogoja: sprožilec in okolje, od katerega smo čustveno ali finančno odvisni. Sprožilci so stvari, ki nas napravijo nemočne in ranljive. Za nekatere je sprožilec sovraštva lahko to, da se zaljubijo, ker je to situacija, v kateri damo svoje moči drugemu. Enako so sprožilci sovraštva lahko tudi kakršnekoli zlorabe, kjer ima zlorabljen človek opraviti ne samo s kasnejšimi posledicami zlorabe, ampak tudi z vzorci sovraštva in samosovraštva, ki jih zloraba povzroči.
Številne situacije lahko osebo prikrajšajo za njeno samosotojnost in neodvisnost. Kadarkoli je ogrožena človekova usoda in čut za njegovo vrednost, je sposoben zasovražiti osebo ali organizacijo, za katero se mu zdi, da ga je prikrajšala za to; npr. ne more pa oditi, ker verjame da je finančno odvisen od svoje službe. Naslednji sprožilec sovraštva je lahko zakon, kajti če ni medsebojnega spoštovanja, se partnerja lahko čutita ujeta v past in odvisna. Pot, ki vodi iz tega kroga je ta, da zavestno priznamo svoje sovraštvo in opustimo poskuse, da bi ga zanikali. Ko oseba začuti svoje sovraštvo in ga neha projicirati na druge, začne dojemati sporočilo, ki ga prinaša.

## Samosovraštvo
Vsako sovraštvo ni zunanje. Razvrednotenje samega sebe lahko vodi v oblike sovraštva do samega sebe. Oseba se osredotoči na kakšno posebno lastnost ali del telesa. Na primeru: Sovražim, da sem počasen.  Zelo značilna poteza sovraštva do samega sebe je, da se bo našlo veliko razlogov, zakaj sovražimo svoje lastnosti, a to niso pravi razlogi. Sovraštvu podlegamo, ker smo razočarani, da nismo popolni in celo verjamemo da bi lahko srečno živeli, samo če bi se te lastnosti dale popraviti.

Avtor Milivojević  pravi, da subjekt občuti sovraštvo do samega sebe (tudi samosovraštvo), če samega sebe oceni kot slabega človeka, ki si zasluži uničenje. Takrat ko subjekt sebe doživlja v tistem delu osebnosti, ki trpi samosovraštvo, občuti mortido ali željo po samouničenju in smrti. Vendar pa lahko samosovraštvo občutijo le tisti, ki imajo v svoji psihi strukture, ki tvorijo čustvo samosovraštva. Te strukture se običajno razvijejo kot posledica napak pri socializaciji otroka ali zaradi kronične zlorabe otrok. Celoten sklop čustev do samega sebe (samosovraštvo - mortido) je odgovoren za samouničevanje subjekta.
1. ↑   Wilks, F. (2007). Inteligentna čustva. Kranj: Gangeš.
2. ↑   Wilks, F. (2007). Inteligentna čustva. Kranj: Gangeš.
3. ↑  Milivojević, Z. (2008). Emocije:  Razumevanje čustev v psihopatologiji. Novi Sad: Zoran Milivojević.